# Angraecum calceolus
Angraecum calceolus es una orquídea epífita o litofita originaria de Mozambique y oeste del océano Índico.

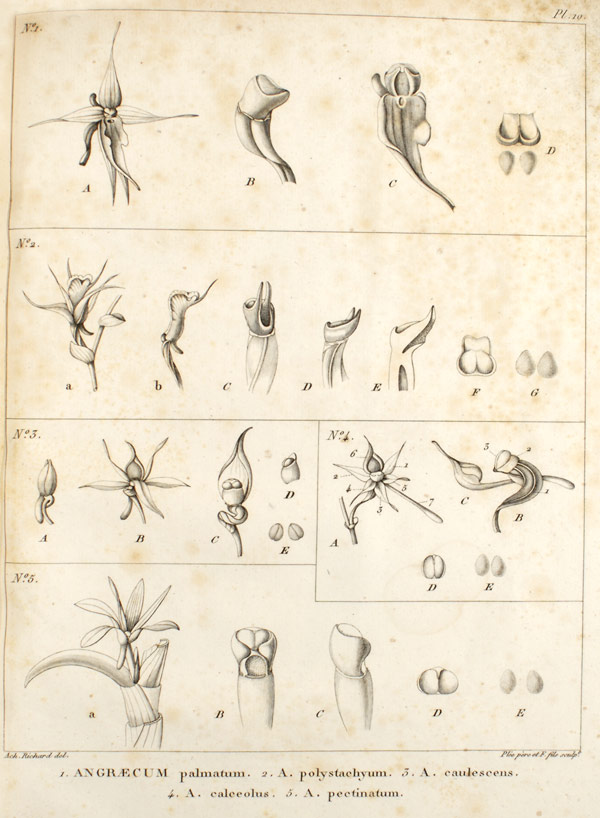
Ilustración

## Distribución y hábitat
Se encuentra en Mozambique, Madagascar y en el oeste del océano Índico en Comoras, Reunión, Mauricio y las Seychelles a la sombra de los bosques costeros, en bosques húmedos, por lo general, en la base de arbustos y árboles a altitudes de entre 30 y hasta 2000 metros.

## Descripción
Es una orquídea de tamaño pequeño, que prefiere clima caliente a fresco, es epífita o litófita con tallo muy corto y con 3 a 10 hojas estrechamente lanceolados o liguladas y amplias. Florece en una inflorescencias con forma de racimo de 15 a 30 cm de longitud con 4 a 6 flores laxas, todas las flores más cortas que las hojas. La floración se produce en el verano. Esta es una de las dos especies que se encuentra en África, así como las islas del océano Índico y es inusual que, con ejemplares de más edad, es posible que produzcan una inflorescencia ramificada.

## Taxonomía
Angraecum calceolus fue descrita por Louis Marie Aubert Du Petit-Thouars y publicado en Histoire Particulière des Plantes Orchidées 1: 78. 1822.
Etimología
Angraecum: nombre genérico que se refiere en malayo a su apariencia similar a las vandas.
calceolus: epíteto latino que significa "pequeño zapato".
Sinonimia
- Aeranthes calceolus (Thouars) S.Moore 1877
- Aerobion calceolus (Thouars) Spreng. 1826
- Angraecum anocentrum Schlechter 1898
- Angraecum carpophorum Thouars 1822
- Angraecum paniculatum Frapp. ex Cordem. 1895
- Angraecum patens Frapp. ex Cordem. 1895
- Angraecum rhopaloceras Schlechter 1925
- Epidorchis calceolus Thou Kuntze 1891
- Epidorchis carpophora (Thouars) Kuntze 1891
- Macroplectrum calceolus [Thou] Finet 1907
- Mystacidium calceolus (Thouars) Cordem. 1895
- Mystacidium carpophorum (Thouars) Cordem. 1895[5][6]